# Dorothy Woodman
Dorothy Victoria A. Woodman (* 14. Januar 1902 in Startley, Wiltshire; † September 1970) war eine britische politische Aktivistin.

## Leben
Woodman war die Tochter eines Landwirtes in Wiltshire. Als Schulmädchen lernte sie Sanskrit. Später studierte sie diese Sprache an der Exeter University und erwarb einen Abschluss am University College in London.
Später war Woodman, die feministisch und sozialistisch eingestellt war, für die Women’s International League tätig.
Politisch gehörte Woodman der Independent Labour Party (ILP) an für die sie einmal erfolglos für das Unterhaus kandidierte.
Ab 1928 amtierte Woodman als Sekretärin der Union for Democratic Control. Diese war 1914 als pazifistische Organisation gegründet worden, um für die Beendigung des Ersten Weltkrieges durch einen Verständigungsfrieden zu werben. Unter der Führung von Woodman entwickelte sie sich in den 1930er Jahren für einige Jahre zu einer scharf antifaschistisch orientierten Propaganda- und Informationsorganisation.
Seit der Machtergreifung der Nationalsozialisten in Deutschland sah Woodman darin die Hauptgefahr für den europäischen Frieden: Im Herbst 1933 wohnte sie dem Reichstagsbrandprozess in Leipzig als Beobachterin bei. Sie unterzeichnete zusammen mit anderen Intellektuellen wie John Maynard Keynes und H. G. Wells eine Eingabe an die deutsche Regierung zur Freilassung der Angeklagten dieses Prozesses und besuchte den der Organisation des Reichstagsbrandes bezichtigten bulgarischen Politiker Dimitrov im Leipziger Gefängnis, zu dem sie vordringen konnte, indem sie sich als seine Geliebte ausgab.
1934 und 1935 informierte Woodman die britische Öffentlichkeit in mehreren Werken als Autorin bzw. Herausgeberin über die damalige massive Aufrüstung der Wehrmacht und untermauerte ihre Angaben durch die Veröffentlichung von einschlägigem dokumentarischen Material. In deutscher Sprache wurden diese Arbeiten von dem Pariser Verlag Editions du Carrefour veröffentlicht und fanden in Emigrantenkreisen große Verbreitung. In diesen Veröffentlichungen kam Woodman zur Schlussfolgerung, dass der NS-Staat einen neuen europäischen Krieg beginnen würde, wenn man ihm nicht rechtzeitig in den Arm fallen würde.
In diesem Zusammenhang geriet Woodman ins Visier der Polizeiorgane der NS-Diktatur, die sie als wichtige Zielperson einstuften: Im Frühjahr 1940 setzte sie das Reichssicherheitshauptamt in Berlin auf die Sonderfahndungsliste G.B., ein Verzeichnis von Personen, die im Falle einer erfolgreichen deutschen Invasion Großbritanniens durch die Sonderkommandos der SS-Einsatzgruppen mit besonderer Priorität ausfindig gemacht und verhaftet werden sollten.
Auf das außereuropäische Gebiet bezogen setzte die Union for Democratic Control sich für eine Entlassung der (asiatischen) Überseekolonien der europäischen Groß- und Mittelmächte in die Unabhängigkeit sowie für eine Unterstützung Chinas gegen die sich in den 1930er Jahren immer weiter intensivierende Aggression Japans auf dem ostasiatischen Festland ein.
Nach dem Zweiten Weltkrieg setzte Woodman sich für die Unabhängigkeit Indonesiens von den Niederlanden ein. Publizistisch trat sie in dieser Zeit durch die Veröffentlichung mehrerer Werke über südostasiatische Länder wie Indonesien und Burma hervor.
Seit den 1930er Jahren war Woodman die Lebensgefährtin von Kingsley Martin, dem Herausgeber der seinerzeit einflussreichen Zeitschrift New Statesman, als dessen Ehefrau sie in der Literatur häufig irrtümlich gilt.

## Schriften
- Patriotism Ltd. An Exposure of the War Machine, 1933.
- Hitler treibt zum Krieg. Dokumentarische Enthüllungen über Hitlers Geheimrüstung, hrsg. von Dorothy Woodman, Éditions du Carrefour, Paris 1934. (auf Englisch: Hitler Rearms: An Exposure of Germany's War Plans, London 1934).
- Hitlers Luftflotte starbereit, Editions du Carrefour, Paris 1935.
- Europe Rises. The Story of Resistance in Occupied Europe, London 1943;
- Japan. The Problem of Asia, 1944.
- Facing Facts in Formosa: A Challenge to Peace, 1951.
- Dorothy Woodman Talks about Indonesia, in: Indonesian Affairs 1 (7), S. 1–8.
- The Republic of Indonesia, 1955.
- The Making of Burma, London 1962.
- Himalayan Frontiers, New York 1969.